# 252 a.C.

## Eventos
- Caio Aurélio Cota e Públio Servílio Gêmino, cônsules romanos[1].
- Mânio Valério Máximo Messala e Públio Semprônio Sofo, censores romanos[1].
- Décimo terceiro ano da Primeira Guerra Púnica: Romanos conquistam as ilhas Líparas e Hímera.
- 132a olimpíada; Xenofanes de Anfissa da Etólia foi o vencedor do estádio.[2]